# Microcystis aeruginosa
Microcystis aeruginosa es una especie de cianobacteria de agua dulce que puede formar floraciones de algas nocivas de importancia económica y ecológica. Son la proliferación de cianobacterias tóxicas más común en agua dulce eutrófica. Las cianobacterias producen neurotoxinas y hepatotoxinas peptídicas, como la microcistina y la cianopeptolina.Microcystis aeruginosa produce numerosos congéneres de microcistina, siendo la microcistina-LR la más común.Se han informado floraciones de Microcystis en al menos 108 países, y se ha observado la producción de microcistina en al menos 79.

## Características

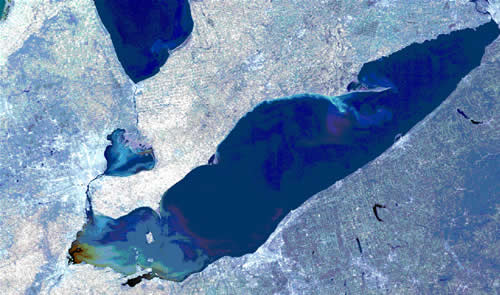
Imagen NOAA MERIS de una gran floración de cianobacterias clasificada como M. aeruginosa

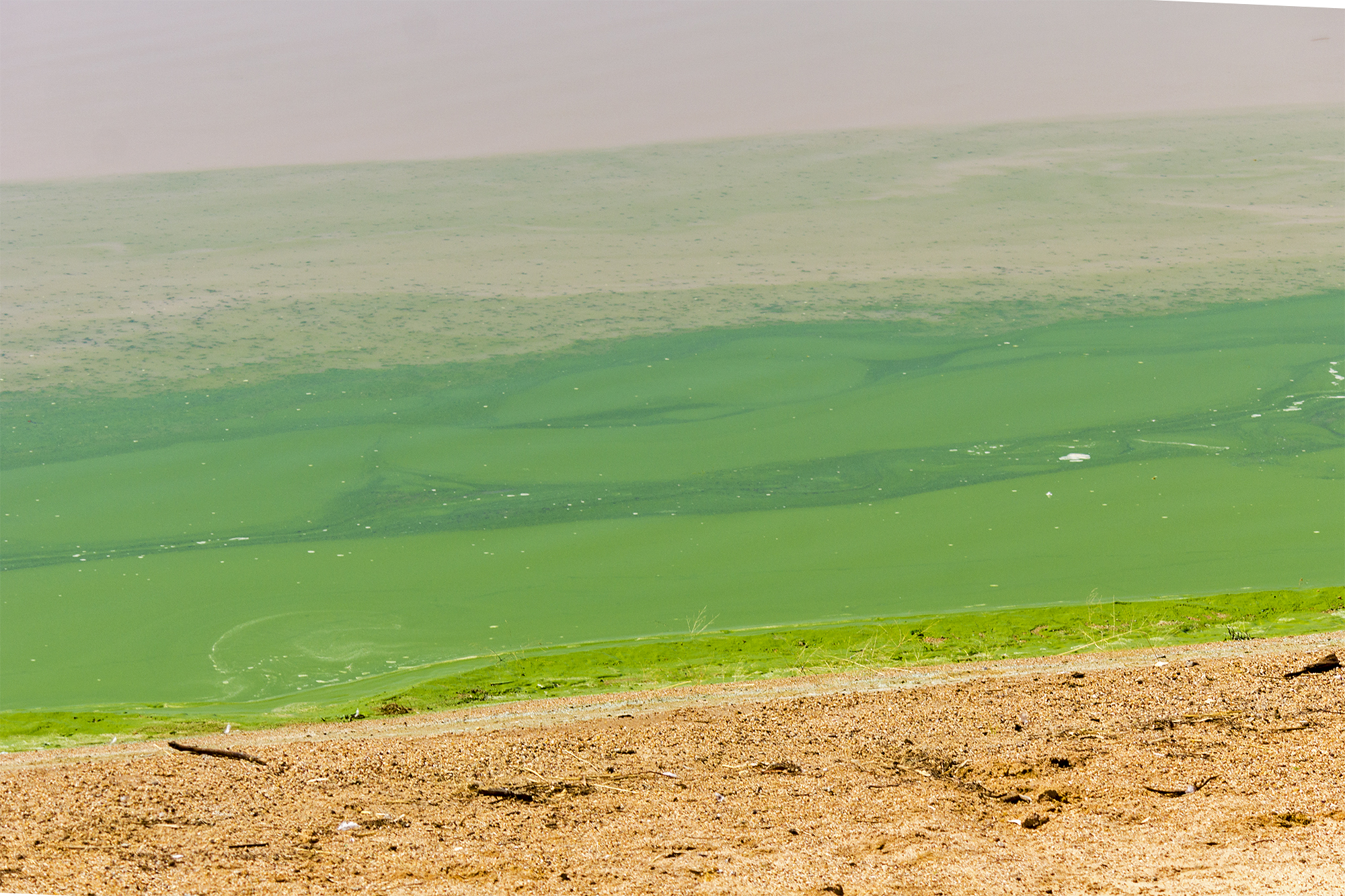
Brote de Microcystis aeruginosa en el lago Alberto en Wagga Wagga, Australia

Como implica la derivación etimológica, Microcystis se caracteriza por  pequeñas pocos micrómetros de diámetro, careciendo de vainas individuales.
Las células pueden organizarse en colonias, que comienzan con una forma esférica, pero pierden su coherencia y con el tiempo se perforan o adquieren formas irregulares en el cultivo. La evidencia reciente nos sugiere que la principal causa en la formación de colonias es la perturbación y mezcla de la columna de agua.
El protoplasto es de color azul verdoso claro y puede ser oscuro o marrón por los efectos ópticos de las vesículas llenas de gas; esto puede resultar útil como característica distintiva cuando se utiliza microscopía óptica. Estas vesículas proporcionan la flotabilidad necesaria para que M. aeruginosa permanezca en un nivel dentro de la columna de agua en el que pueda obtener niveles óptimos de luz y dióxido de carbono para un crecimiento rápido.

## Ecología
M. aeruginosa se favorece temperaturas cálidas, pero la toxicidad y las tasas de crecimiento máximas no están totalmente acopladas,porque la cianobacteria tiene las tasas de crecimiento de laboratorio más altas a 32°C, mientras que la toxicidad máxima es a 20 °C, disminuyendo en función del aumento de temperaturas superiores a 28 °C. Se ha descubierto que el crecimiento está limitado por debajo de 15 °C.
La planta acuática Myriophyllum spicatum produce ácidos elágico, gálico y pirogálico y (+)- catequina, polifenoles alelopáticos que inhiben el crecimiento de M. aeruginosa.

## Toxinas
M. aeruginosa puede llegar a producir tanto neurotoxinas(lipopolisacáridos -LPS)como hepatotoxinas (microcistinas).

## Importancia económica
La producción de toxina microcistina de M. aeruginosa en condiciones ambientales adecuadas, puede llegar a ser una fuente de contaminación del agua potable.Las medidas de mitigación y la calidad del agua en forma de instalaciones de filtración de agua pueden ser más costosos en términos económicos, así como daños al turismo local causados por el cierre u obstrucción de lagos u otras vías fluviales.En los últimos años se han producido incidentes importantes tanto en China como en Estados Unidos/Canadá
M. aeruginosa ha sido objeto de investigación sobre la producción natural de hidroxitolueno butilado (BHT),un antioxidante, aditivo alimentario y un químico industrial. Además se pueden aislar péptidos bioactivos conocidos como aeruciclamidas de M. aeruginosa.

## Importancia ecológica
En 2009, hubo mortalidad de mamíferos sin precedentes en la parte sur del Parque Nacional Kruger que llevó a una investigación que implicaba a M. aeruginosa . Entre los animales en defunción se encontraban herbívoros y exploradores, que preferían beber en un punto natural de acumulación de floraciones de Microcystis a la deriva. Los mamíferos como ciertos elefantes y los búfalos, que normalmente se sumergen en el agua, no se vieron afectados, al igual que los cocodrilos residentes. La mayor fuente de nutrientes de dicha cianobacteria se redujo al estiércol y la orina de gran parte de hipopótamos residentes, que no fueron afectados. El principal problema se resolvió rompiendo los muros de la presa y drenando el agua. M. aeruginosa es la cianobacterias más abundante en Sudáfrica, con cepas tanto tóxicas como inofensivas.  Algunos cuerpos de agua sudafricanas están hoy día muy contaminadas, principalmente por flujos de retorno de obras de tratamiento de aguas residuales disfuncionales que descargan más  de aguas residuales no tratadas o, en el mejor de los casos, parcialmente tratadas, en los ríos receptores cada día, siendo la presa de Hartebeestpoort una de las peores. 
La microcistina se ha relacionado con la muerte de nutrias marinas en 2010, una especie estaba bajo amenaza en Estados Unidos.El envenenamiento seguramente fue debido al consumo de bivalvos contaminados que a menudo son consumidos por nutrias marinas y humanos. Estos bivalvos de la zona exhibieron una biomagnificación significativa (107 veces los niveles del agua ambiente) de microcistina.

### Metabolismo del glifosato
La proliferación de algas de cianobacterias prospera gracias a su gran contenido de fósforo de la escorrentía agrícola. Además de consumir fósforo, M. aeruginosa prospera con glifosato, aunque en altas concentraciones pueden inhibirlo.M. aeruginosa ha mostrado ser resistente al glifosato como resultado de mutaciones preselectivas, y la presencia de glifosato es una ventaja para este y otros microbios que pueden tolerar sus efectos, al tiempo que mata a los menos tolerantes. En contraste, la investigación en el lago Erie ha sugerido que el glifosato puede provocar la proliferación de otra cianobacteria, Planktothrix, en lugar de Microcystis .